# Thiruvalluvar

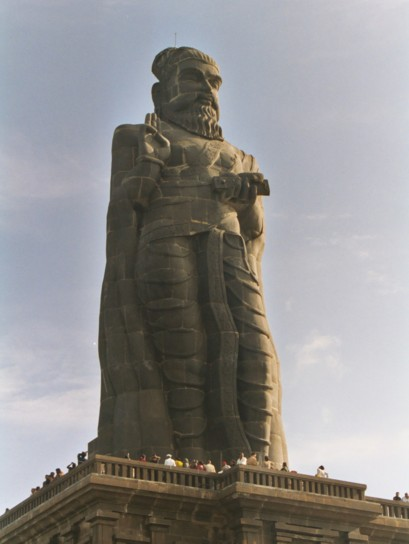
Staty av Thiruvalluvar i Kanyakumari.

Thiruvalluvar var en tamilsk filosof och poet, född någon gång kring början av vår tideräkning, i Madurai i nuvarande Tamil Nadu. Hans bidrag till den Tamilska litteraturen är Thirukkural, ett arbete om etik. Thirukkural är ett av de äldsta verken på det tamilska språket. Det har översatts till flera språk.